# Cumulopuntia ignescens
Cumulopuntia ignescens, conocido comúnmente como jala-jala o puskayo, es una especie de planta suculenta perteneciente al género Cumulopuntia, dentro de la familia Cactaceae. Se distribuye por Bolivia, el norte de Chile y el sur de Perú. 

## Descripción
Cumulopuntia ignescens es una especie de cactus de crecimiento bajo que a menudo se ramifica lateralmente y forma cojines densos de hasta 0,5 m de alto y 1,5 m de diámetro.

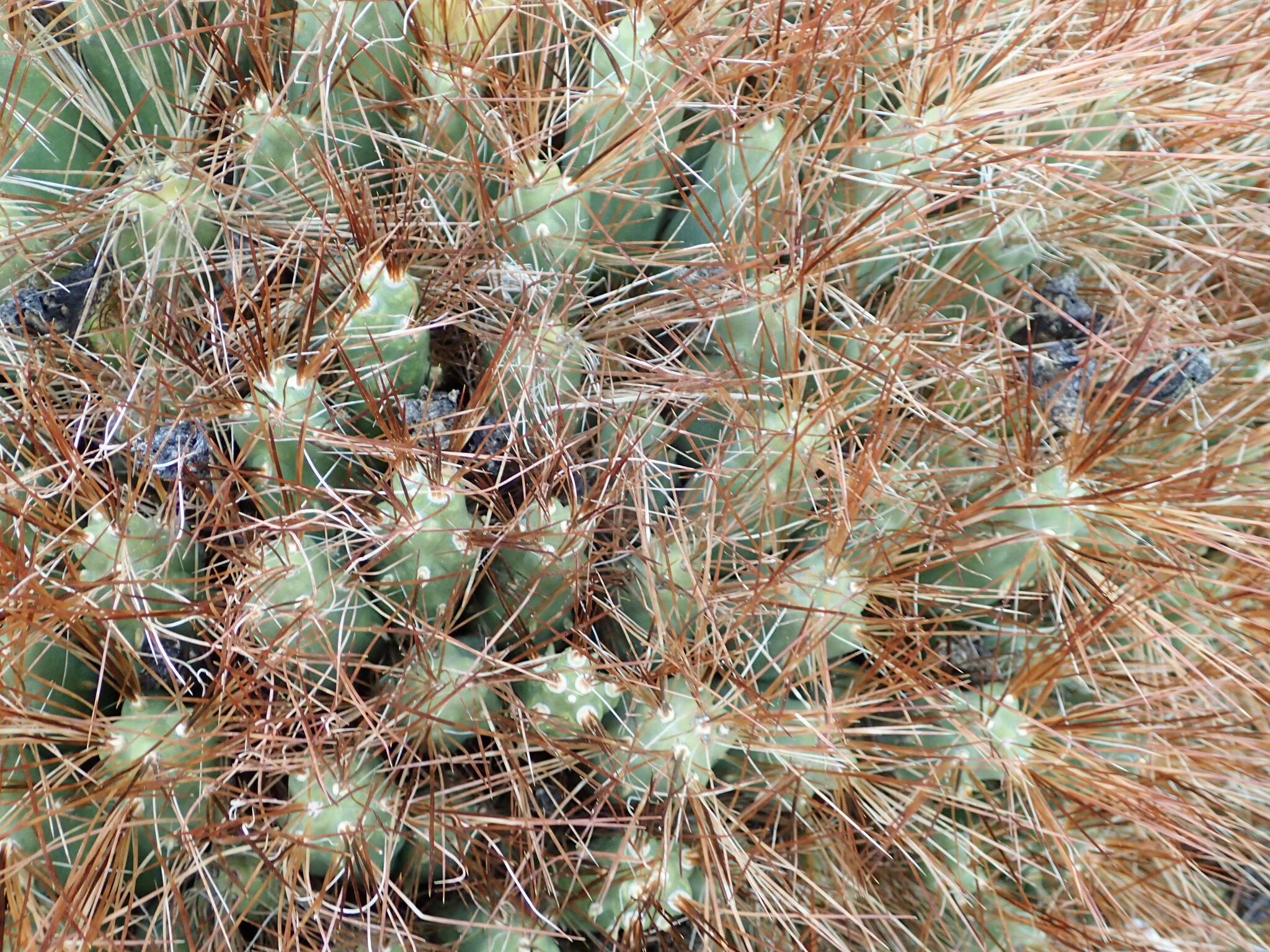
Detalle de los tallos y las espinas

Las tallos son articulados y están formados por segmentos de forma ovoide u oblonga. Están tuberculados o ligeramente tuberculados, tienen la epidermis de color verde y su raíz es de tipo napiforme. Son regordetes, miden de 6 a 10,7 cm de largo y de 2,6 a 5,2 cm de diámetro. Las hojas son diminutas, suelen ser cilíndricas y se caen prematuramente.
Sobre los tallos se asientan de 17 a 28 areolas por segmento y son de tipo ovaladas u alargadas (a veces circulares). Miden de 2,2 a 6,1 mm de largo, de 0,7 a 3,6 mm de diámetro y están distanciadas unas de otras de 6,6 a 20,8 mm. Contienen gloquidios amarillentos de 4 a 6 mm de largo y pelos amarillentos-blanquecinos.
El número de espinas es variable, llegando a tener hasta 17 por areola, aunque a veces pueden estar ausentes. Inicialmente son de color pardo-rojizas, pero con el tiempo se tornan amarillentas y después grises. Son rectas, algunas veces curvadas y miden de 1,1 a 6,8 cm de longitud.

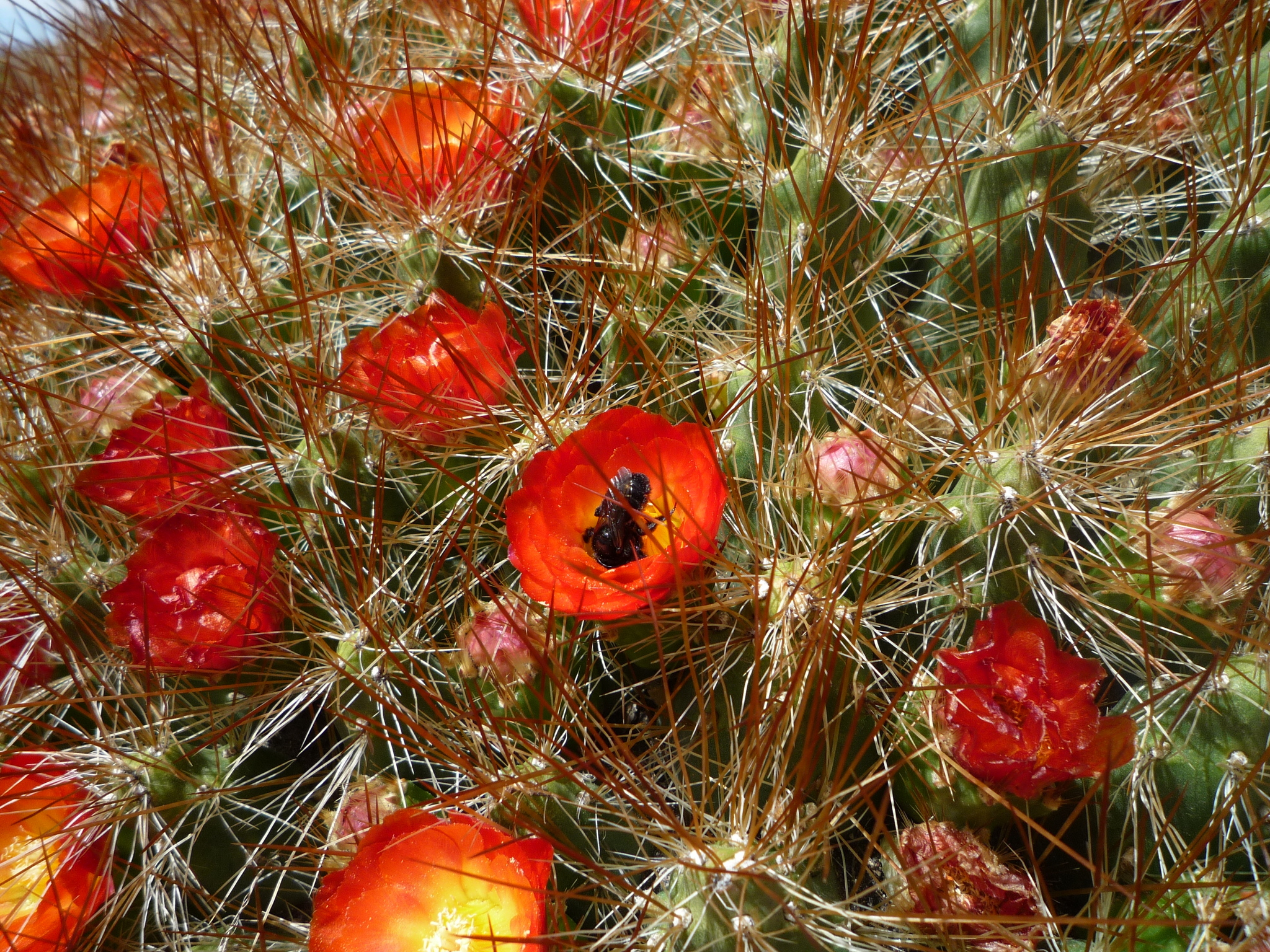
Detalle de la flor

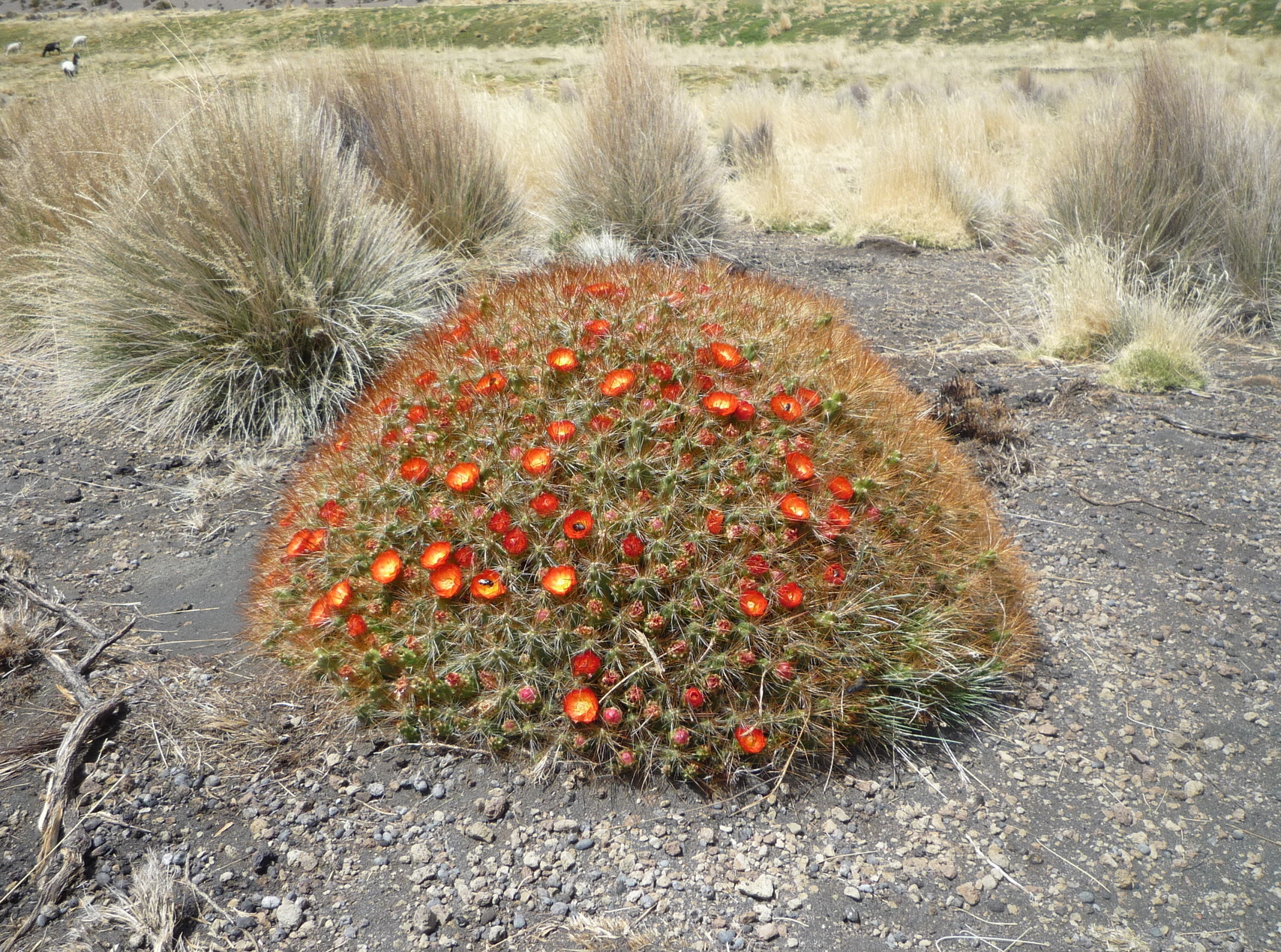
Planta en floración

Las flores aparecen de 1 a 2 en los ápices de los tallos, son diurnas y actinomorfas. Miden de 3,1 a 4,1 cm de diámetro y tienen el pericarpelo de color verde. Presentan areolas que tienen de 6 a 9 espinas apicales, son de color amarillento y miden de 0,9 a 2 cm de largo. Los tépalos son de color rojo o rojizo-anaranjado y glabros. El androceo está formado por estambres sensitivos con anteras de color amarillo. El gineceo tiene el ovario blanquecino-verdoso y los estigmas amarillentos.
El fruto es generalmente cilíndrico y de color verde-amarillentos o rojizos. Mide de 2,4 a 6,3 cm de largo y de 2,1 a 3,6 cm de diámetro. Presenta de 8 a 17 areolas generalmente en el ápice del fruto, con pelos amarillentos o grises y gloquidios amarillentos. Hacia el ápice, cada areola presenta de 11 a 14 espinas un poco curvadas, rígidas o blandas, pardas o amarillentas, de 1 a 5,4 cm de largo. En su interior contiene de 15 a 83 semillas globosas y de color crema. Son lisas, sin brillo y miden de 3,1 a 3,8 mm de largo, con una faja funicular de 0,50 a 0,7 mm de ancho.

## Distribución y hábitat

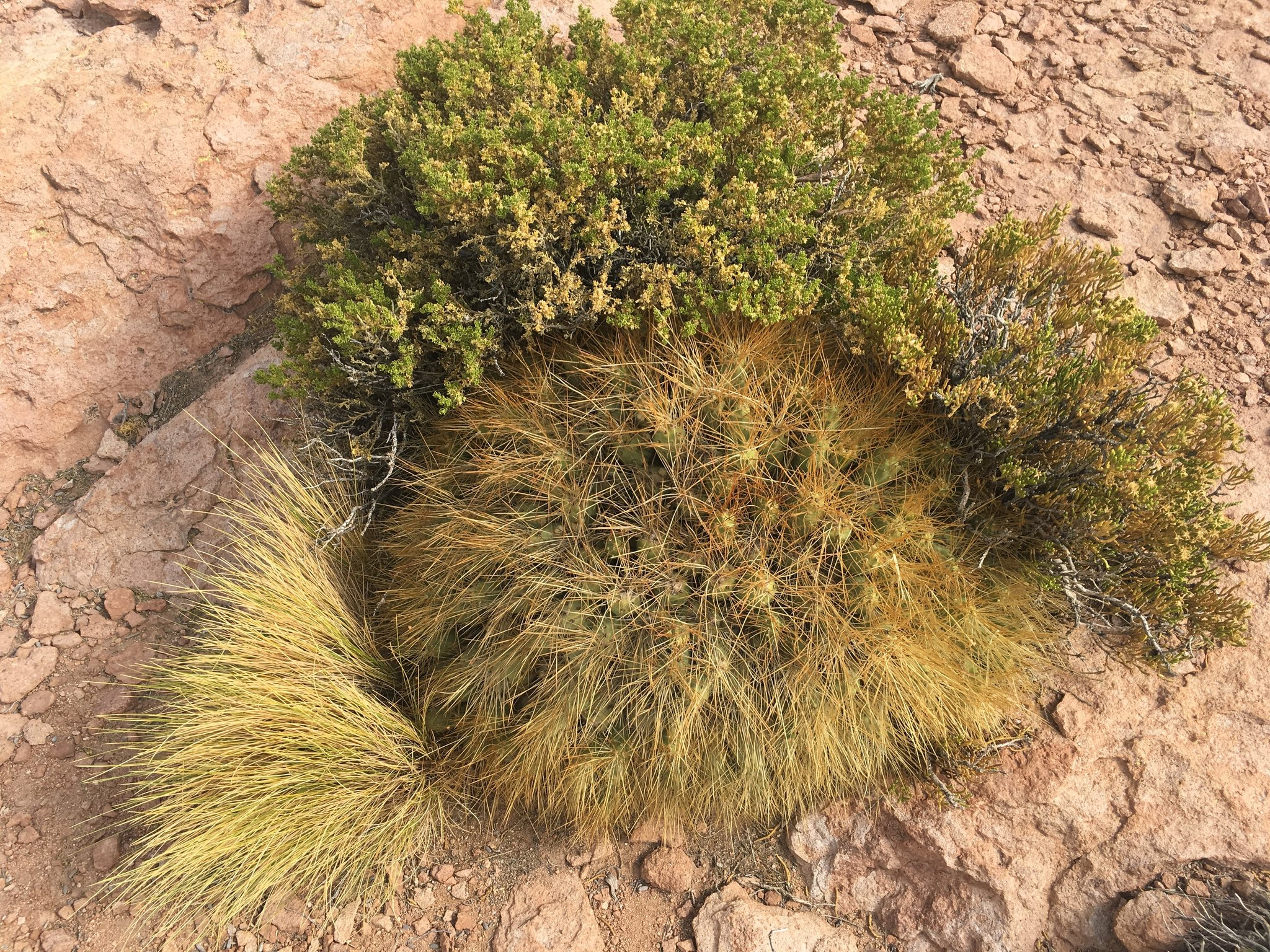
Planta creciendo junto a otras plantas

El área de distribución nativa de esta especie va desde Bolivia, hasta el norte de Chile y el sur de Perú, y crece principalmente en biomas desérticos o de matorral seco, a altitudes de 3300 a 4700 metros sobre el nivel del mar.
Se desarrolla sobre suelos abiertos o laderas rocosas. Se asocia a otras especies de plantas como Parastrephia quadrangularis,  Baccharis tricuneata, Chersodoma jodopappa y plantas anuales como Spergularia andina, Microsteris gracilis y Oenothera nana.

## Ecología

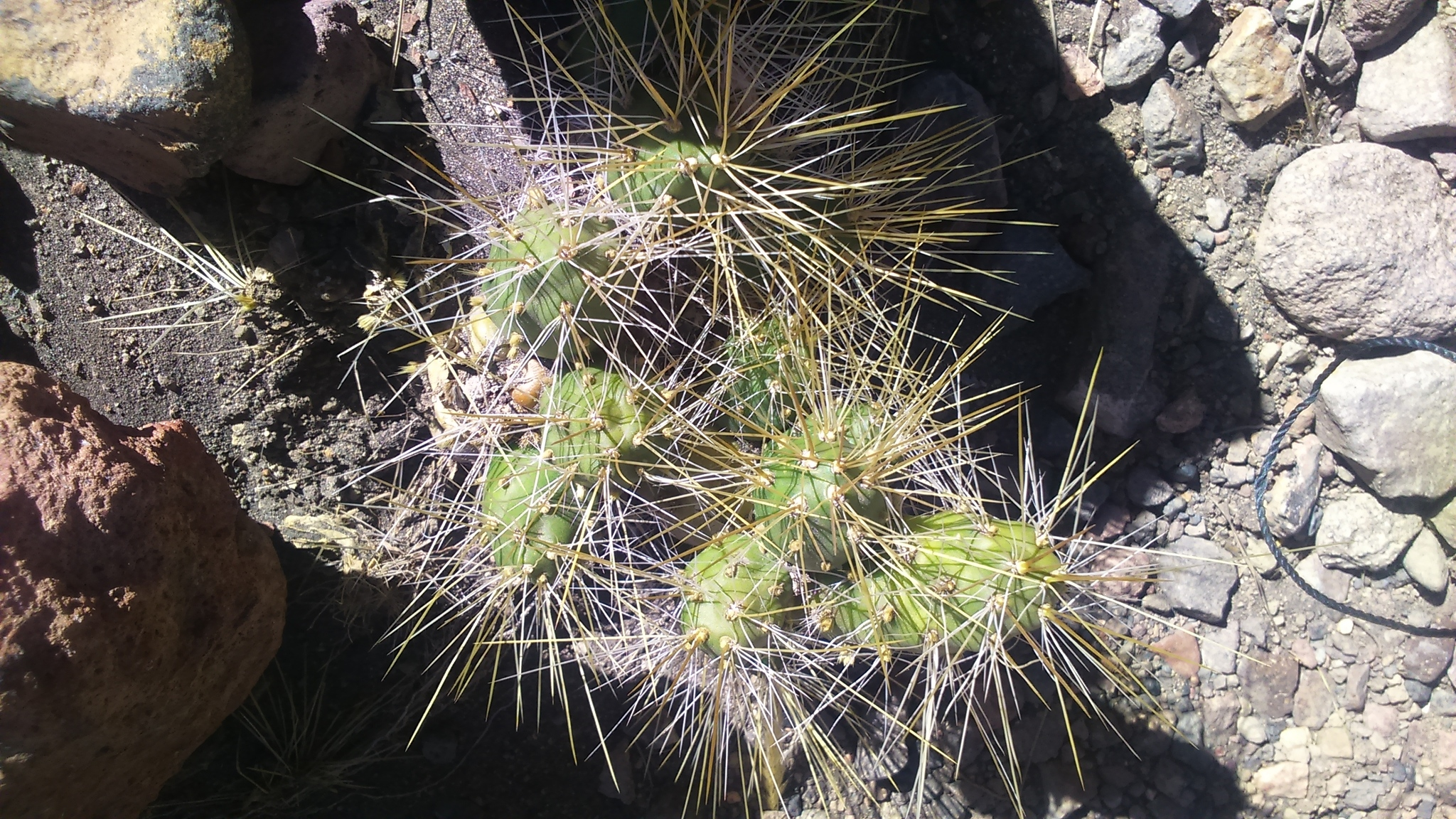
Pequeña planta en crecimiento

Cumulopuntia ignescens florece en la época seca, de junio a octubre y fructifica de noviembre a diciembre. Sus flores son polinizadas con frecuencia por insectos himenópteros (avispas) y coleópteros (escarabajos). 

## Taxonomía
La primera descripción de esta especie fue como Opuntia ignescens, publicada en 1913 por el botánico alemán Friedrich Karl Johann Vaupel en la revista científica Botanische Jahrbücher für Systematik, Pflanzengeschichte und Pflanzengeographie 111: 30.
Posteriormente, el botánico alemán Friedrich Ritter colocó la especie en el género Cumulopuntia, pasando a llamarse Cumulopuntia ignescens y anotando estos cambios en la revista científica Kakteen in Südamerika 3: 880 en el año 1980.
Etimología
- Cumulopuntia: nombre genérico formado por dos palabras: el sustantivo latino cumulus (que significa 'cúmulo', 'montón' o 'masa amontonada') y el género Opuntia, (con el que el género tiene similitudes), haciendo referencia al crecimiento de la planta en forma de montones de tallos apilados.
- ignescens: epíteto específico que deriva de la palabra latina ignescere, que significa 'prender fuego', haciendo referencia al color rojizo de las flores.[5]

Sinonimia
- Cumulopuntia boliviana subsp. ignescens (Vaupel) D.R.Hunt, 2002
- Cumulopuntia frigida F.Ritter, 1980
- Cumulopuntia glomerata (Pfeiff.) Hoxey, 2020
- Cumulopuntia hystrix F.Ritter, 1980
- Cumulopuntia ticnamarensis F.Ritter, 1980
- Cumulopuntia tortispina F.Ritter, 1980
- Maihueniopsis boliviana subsp. ignescens (Vaupel) Faúndez & R.Kiesling, 2007
- Opuntia frigida (F.Ritter) G.Navarro, 1996
- Opuntia guatinensis D.R.Hunt, 1997
- Opuntia ignescens Vaupel, 1913
- Opuntia sanctae-barbarae D.R.Hunt, 1997
- Opuntia ticnamarensis (F.Ritter) D.R.Hunt, 1997
- Pereskia glomerata Pfeiff., 1837
- Tephrocactus ignescens (Vaupel) Backeb., 1936
- Tephrocactus ignescens var. steinianus Backeb., 1956 publ. 1957
- Tephrocactus longiarticulatus Backeb., 1963

## Usos
Se cultiva principalmente como planta ornamental y su propagación se realiza a través de esquejes o semillas. Además, los frutos tienen un sabor agradable y son consumidos por los pobladores locales.
No soporta el calor constante y necesita de un lugar absolutamente aireado y soleado. Se debe utilizar una mezcla de compost con buen drenaje y las maceta debe de ser profunda, para así acomodar su gran raíz pivotante. La planta tolera bajas temperaturas (-8 °C) y puede tolerar nevadas ocasionales hasta un par de semanas al año.